# Sa nièce de Paris
Pour les articles homonymes, voir Thank You.
Pour plus de détails, voir Fiche technique et Distribution.
Sa nièce de Paris (titre original : Thank You) est un film muet américain réalisé par John Ford, sorti en 1925. 

## Synopsis
Le film est considéré comme perdu.

## Fiche technique
- Titre original : Thank You
- Réalisation : John Ford
- Scénario : Frances Marion, d'après la pièce Thank You de Tom Cushing et Winchell Smith
- Photographie : George Schneiderman
- Production : John Golden
- Société de production et de distribution : Fox Film Corporation
- Pays de production :  États-Unis
- Langue originale : anglais
- Format : Noir et blanc — 35 mm — 1,33:1 - Film muet
- Genre : Comédie dramatique
- Durée : 70 minutes[2]
- Dates de sortie :
  - États-Unis : 25 octobre 1925 ou 1er novembre 1925[3]

## Distribution
- George O'Brien : Kenneth Jamieson
- Jacqueline Logan : Diane Lee
- Alec B. Francis : David Lee
- J. Farrell MacDonald : Andy
- Cyril Chadwick : M. Jones
- Edith Bostick : Mme Jones
- Vivia Ogden : Miss Blodgett
- James Neill : Docteur Cobb
- Billy Rinaldi : Sweet Junior
- Maurice Murphy : Willie Jones
- Aileen Manning : Hannah
- Robert Milasch : Sweet Senior
- George Fawcett : Cornelius Jamieson, père de Kenneth
- Marion Harlan : Milly Jones
- Ida Moore : la commère
- Frankie Bailey : le cancanneur